# Dendrophthora scopulata
Dendrophthora scopulata är en sandelträdsväxtart som beskrevs av J. Kuijt. Dendrophthora scopulata ingår i släktet Dendrophthora och familjen sandelträdsväxter. Inga underarter finns listade i Catalogue of Life.